# Ernesto Prinoth
Ernesto Prinoth (15 de abril de 1923 – 26 de novembro de 1981) foi um automobilista italiano. Participou do Grande Prêmio da Itália de 1962 de Fórmula 1.